# Deep Cover
Deep Cover è un singolo del rapper e produttore statunitense Dr. Dre, pubblicato nel 1992. Il brano è stato registrato insieme all'allora esordiente Snoop Doggy Dogg per la colonna sonora del film Massima copertura (Deep Cover).

## Tracce
- CD

1. Deep Cover (Radio Version) - 3:48
2. Deep Cover (U-N-C-E-N-S-O-R-E-D) - 4:27

- 12"

1. Deep Cover (Radio Version) - 3:48
2. Deep Cover (U-N-C-E-N-S-O-R-E-D) - 4:27
3. Deep Cover (Instrumental) - 3:54